# Ан Софи
Ан Софи (на английски: Ann Sophie) е германска певица и композиторка.

## Биография
Ан Софи е родена на 1 септември 1990 г. в Лондон, Великобритания, в семейство на немци. Когато навършва една годинка, семейството ѝ се мести в Хамбург, Германия, където се научава на балет от четиригодишна възраст.
През 2010 г. завършва и се мести в Ню Йорк, за да учи в Театралния институт „Лий Страсбърг“. През 2012 г. дебютира със сингъла си Get Over Yourself.
Тя представя Германия на „Евровизия 2015“ във Виена, Австрия, с песента Black Smoke („Черен дим“).